# 2000 en littérature
| Années de la littérature : 1997 - 1998 - 1999 - 2000 - 2001 - 2002 - 2003    |
| Décennies de la littérature : 1970 - 1980 - 1990 - 2000 - 2010 - 2020 - 2030 |

Cet article présente les faits marquants de l'année 2000 en littérature.

## Événements
- Fondation de la maison d'édition indépendante française Au diable vauvert par Marion Mazauric, Philippe Mandilas et Anne Guérand, dans la commune camarguaise de Vauvert.

- Fondation de la maison d'édition indépendante Andalus par Yael Lerer spécialisée dans la traduction d'œuvres de la littérature arabe en hébreu[1].

- Marc Levy est accusé de plagiat pour son roman Et si c'était vrai… par Hélène Kyriacou et Tatiana Garmach-Roffé. Plaintes rejetées en septembre 2003 (TGI) et en mars 2005 (appel).

## Parutions

### Bande dessinée
1. Philippe Goddin : Hergé, chronologie d'une œuvre, période 1907-1931, tome 1, éd. Moulinsart
2. Marjane Sartrapi : Persepolis

### Biographies
1. Metin Arditi (suisse) : Nietzsche ou l'insaisissable consolation, éd. Zoé.
2. Christine Clerc : Les de Gaulle, une famille française, éd. Nil.
3. Jean Dutourd, Jeannot, mémoires d'un enfant, éd. Plon.
4. Gérard Dalmaz : De Gaulle à la Une, éd. Hoebeke.
5. Philippe de Gaulle : Mémoires accessoires (1947-1979), éd. Plon.
6. Consuelo Suncin Sandoval de Gómez : Les mémoires de la Rose, journal retrouvé et publié, éd. Plon
7. Évelyne Lever : Marie-Antoinette : La Dernière Reine, coll. « Découvertes Gallimard » (no 402), éd. Gallimard.
8. Patrick Tort : Darwin et la Science de l’évolution, coll. « Découvertes Gallimard » (no 397), éd. Gallimard.
9. Alain Vircondelet : O Consuelo
10. Paul Webster : Consuelo de Saint-Exupéry, la rose du petit prince.

### Essais
1. Andrea Dworkin, Scapegoat : the Jews, Israel, and women's liberation, New York, Free Press, 2000
2. Michel Pinçon et Monique Pinçon-Charlot (sociologues), Sociologie de la bourgeoisie, éd. La Découverte.
3. Christian Cannuyer : L'Égypte copte, les chrétiens du Nil, coll. « Découvertes Gallimard » (no 395), éd. Gallimard.
4. Odon Vallet : Une autre histoire des religions, coll. « Découvertes Gallimard », éd. Gallimard.

#### Économie
1. Jacques Généreux : Introduction à l'économie, éd. Le Seuil (Points Économie), Paris,  (ISBN 2020481847).
2. Jean-Pierre Thiollet : Le Guide des SCPI — Savoir investir dans les sociétés civiles de placement immobilier ou comment la pierre se fait papier, Axiome éditions, Paris,  (ISBN 2844620477).

#### Éducation
1. Claude Zaidman : La Mixité à l'école primaire, éd. L'Harmattan.

#### Histoire
1. Yves Christe (spécialiste d'archéologie chrétienne et professeur d'art du Moyen Âge à l'Université de Genève) : Jugements derniers, éd. Zodiaque, 372 pages. La représentation du jugement dernier dans l'art.
2. Jean Guilaine, Jean Zammit, Le Sentier de la guerre : Visages de la violence préhistorique, éd. Le Seuil, 416 pages.
3. Vincent Jauvert : L'Amérique contre De Gaulle, éd. Le Seuil, 288 pages.
4. Alain Peyrefitte : C'était de Gaulle, éd. Fallois - Fayard, 675 pages. Les notes prises par Alain Peyrefitte en pleine tourmente de Mai 68.

#### Littérature
1. André Gide - Jean Malaquais, Correspondance 1935-1950, éd. Phébus, 234 pages.
2. Bernard-Henri Lévy, Le siècle de Sartre.
3. Alain Marc, Écrire le cri, Sade, Bataille, Maïakovski... (Sade, Jouve, Bataille, Maïakovski, Mansour, Giauque, Venaille, Laâbi, Calaferte, Noël, Guyotat...), préface de Pierre Bourgeade, l’Écarlate, 2000  (ISBN 978-2-910142-04-9).
4. Daniel Rondeau, L'Appel du Maroc, éd. Malika / Institut du Monde arabe, 312 p., 142 illustrations. Les écrivains étrangers qui ont entretenu dans leurs vies ou dans leurs œuvres des liens privilégiés avec le Maroc.

#### Politique
1. Jean-Marie Cotteret : La Magie du discours. Précis de rhétorique audiovisuelle, éd. Michalon, avril, 230 pages,  (ISBN 2841861260).
2. Jürgen Habermas (philosophe allemand) : Après l’État-nation éd. Fayard.
3. François Fejtő : Hongrois et Juifs, éd. Balland.
4. Gilles Kepel : Expansion et déclin de l’islamisme, éd. Gallimard.
5. Jean-Marc Mandosio, Après l'effondrement. Notes sur l'utopie néotechnologique, Éditions de l'Encyclopédie des Nuisances.
6. Thierry Sanjuan : La Chine, territoire et société, éd. Hachette, mars, 189 pages.
7. René Riesel, Déclarations sur l'agriculture transgénique et ceux qui prétendent s'y opposer, Éditions de l'Encyclopédie des Nuisances.
8. Ouvrage collectif (Thierry Fabre) : Représentations de la Méditerranée, éd. Maisonneuve & Larose.
9. Thierry Weil : Invitation à la lecture de James March, éd. Presses de l’École des mines.

#### Politique en France
1. Claude Fouquet : Délires et défaites, éd. Albin Michel, 306 pages. Depuis les premiers Capétiens jusqu'à Charles de Gaulle les réflexes structurants de l'identité française.
2. Jacques Généreux (PS) : Une raison d'espérer, éd. Pocket (janvier).
3. Vincent Giret : Les Vies cachées de DSK, éd. Le Seuil, 120 pages. Dominique Strauss-Kahn.
4. Olivier Guland : Le Pen, Mégret et les Juifs, L'obsession du « complot mondialiste », éd. La Découverte.
5. Michel Pinton et Édouard Husson : Une histoire de France, éd. François-Xavier de Guibert, 150 pages. Une relecture de l'histoire de France tentant de dégager les constantes d'une exception française positive.
6. Michel Rocard : Mes idées pour demain, éd. Odile Jacob.

### Journal intime
1. Marc-Édouard Nabe, Kamikaze, éditions du Rocher, 1302 p.

### Livres d'Art et sur l'art
1. Jacques Kerchache : Nature démiurge - insectes, textes d'Ettore Sottsass et photographies de Patrick Gries, éd. Actes Sud et Fondation Cartier pour l'art contemporain. Livre édité après l'exposition Être nature présentée à la Fondation Cartier pour l'art contemporain à Paris en 1998.
2. Joâo Soares (portugais) : Matin de pluie - Septembre à Lisbonne, Le Cri éditions, 99 pages, préface de Maria de Medeiros - Recueil de photos.
3. catalogue d'exposition Beauté du quotidien au Japon, Collections de Jeffrey Montgomery, Textes de Marie-Pierre Foissy-Aufrère, Dominique Buisson, Robert Moes et Anna Jackson - 142 pages, 179 illustrations en couleur.

### Livres pour la jeunesse
1. Taos Amrouche: Le Grain magique: Contes, poèmes, et proverbes berbères de Kabylie, éd. Milan Poche Jeunesse, juin, 247 pages,  (ISBN 2707125784).
2. Christian Oster (avec Willi Glasauer): Le vicomte de Tournebroche.

### Nouvelles
1. Elena Lappin (russe) : La Marche nuptiale, éd. La Découverte poche, 248 pages. Douze récits sur le thème de l'attachement amoureux.
2. Alain Spiess (1940-2008) : Anniversaire. Prix littéraire de la Ville de Caen. Cinq personnages différents d'une même famille racontent chacun leur version d'un crime raciste sur fond de tragédie familiale.

### Poésie
- Matilde Camus (espagnole) : Prisma de emociones (Prisme d'émotions).
- Roger Lewinter, ,vers, Éditions Ivrea.
- Jean-Michel Maulpoix : L'Instinct de ciel, Mercure de France.
- Jacques Roubaud, La Vieillesse d'Alexandre. Essai sur quelques états du vers français récent, Éditions Ivrea.
- Dejan Stojanović (serbe) :
  - Znak i njegova deca (Le signe et ses enfants), Prosveta, Belgrade[2].
  - Oblik (Forme), Gramatik, Podgorica, Monténégro[3].
  - Tvoritelj (Créateur), Narodna knjiga, Alfa, Belgrade[4].
  - Krugovanje (Sphères), Troisième édition, Narodna knjiga, Alfa, Belgrade[5].
- Serge Venturini, D'aurorales clartés (1971-1995), éd. Gutenberg XXIe siècle, Paris.
- Serge Venturini, Éclats : d'une poétique du devenir humain, 1976-1999, (Livre I), Éditions L'Harmattan, coll. « Poètes des cinq continents », Paris, (paru en mars).
- Martine Cadieu, La Voix du soleil. Suite vénitienne, Charlieu, France, La Bartavelle Éditeur, 2000, 78 p.

### Publications
1. Emmanuel Carrère, L'Adversaire, éd. POL. Sur l'affaire Jean-Claude Romand.
2. Pierre Dukan et Clemencey, Je ne sais pas maigrir, éd. Flammarion, mars, 224 pages.
3. Catherine Mathelin (psychanalyste), Qu'est-ce qu'on a fait à Freud pour avoir des enfants pareils ?, éd. Denoël Médiations, avril, 262 pages,  (ISBN 2207248763).
4. Jean-Marie Pelt, La Terre en héritage, éd. Fayard.
5. Jean-Marie Pelt, Variations sur les fêtes et les saisons, éd. Le Pommier.
6. Jean-Marie Pelt, À l’écoute des arbres, éd. Albin Michel.
7. Jean-Marie Pelt, La Vie est mon jardin, éd. Alice, Belgique.
8. Daniel Rondeau, Tanger et autres Maroc, éd. Gallimard, coll. Folio, 256 p..

### Romans
Tous les romans parus en 2000

#### Auteurs francophones
1. Olivier Adam, Je vais bien, ne t'en fais pas (premier roman), éd. Le Dilettante, 185 pages.
2. Dominique Barbéris : Le Temps des dieux, éd. Gallimard.
3. Frédéric Beigbeder : 99 francs, éd. Grasset.
4. Georges Coulonges : L'Été du grand bonheur, éd. Presses de la Cité.
5. Christian Garcin: Le Vol du pigeon voyageur, éd. Gallimard.
6. Patrick Grainville : Le Jour de la fin du monde, une femme me cache, éd. du Seuil.
7. Eva Joly et Judith Perrignon, Les Yeux de Lira.
8. Vincent Landel, Les Larmes de Léa Kheim, Éditions de la Table ronde.
9. Marc Levy : Et si c'était vrai…, éd. Robert Laffont.
10. Noël Mamère, Les Forçats de la mer. Gens de Garonne, éd. Ramsay, 288 p..
11. Michel Tauriac : La Nuit du Têt, éd. Plon, 384 pages. L'histoire de l'intégration d'une famille vietnamienne dans la région parisienne.
12. Alain Wegscheider, Ni Dieu ni coca, éd. Pétrelle.
13. Eliette Abécassis, La Répudiée, éd. Albin Michel, prix des écrivains croyants.

#### Auteurs traduits
1. Alessandro Baricco (italien) City (1999), Albin Michel,  (ISBN 2-22611-530-7)
2. Helen Dunmore (anglaise), Ils iraient jusqu'à la mer, éd. Belfond, 298 pages.
3. William Lamb (américain), La Puissance des vaincus, éd. Belfond, 655 pages.
4. Giles Milton (anglais), La Guerre de la noix de muscade, Les Éditions Noir Sur Blanc
5. Jan Philipp Reemtsma (canadien) : Dans la cave, traduit par Léa Marcou, éd. Pauvert.
6. Josef Winkler (autrichien) : Quand l’heure viendra, traduit par Bernard Banoun, éd. Verdier.
7. Don Winslow (américain), Noyade au désert, éd. Gallimard.

### Théâtre
1. Sacha Guitry : Pièces en un acte, éd. Omnibus, 844 pages. Toutes les pièces en un acte de Sacha Guitry.

## Naissance
- 6 janvier : Guillaume Benech, entrepreneur, écrivain et chroniqueur français.

## Décès
- 14 janvier : Alphonse Boudard, écrivain français.
- 22 janvier :  Anne Hébert, poète et romancière québécoise.
- 26 janvier : A. E. van Vogt, écrivain américain de science-fiction, mort à 87 ans.
- 19 avril : Sergueï Zalyguine, écrivain soviétique et russe.
- 28 avril : Penelope Fitzgerald, écrivaine britannique.
- 6 juin : Frédéric Dard, écrivain français.
- 11 juin : Geneviève Amyot, poétesse et romancière québécoise, morte à 55 ans.
- 15 juin : Jules Roy, écrivain français.
- 4 septembre : Bernard Assiniwi, écrivain.
- 24 septembre : Gabrielle Vincent, écrivaine et illustratrice belge.
- 17 octobre : Pierre Molaine, écrivain français.
- 5 novembre : Roger Peyrefitte, écrivain français.
- 6 novembre : Lyon Sprague de Camp, écrivain américain de science-fiction et de fantasy, mort à 92 ans.
- 8 novembre : Dupa, dessinateur de bande dessinée.
- 21 novembre : Antoine Percheron
- 5 décembre : Daniel Zimmermann, écrivain français.
- 29 décembre : Cécil Saint-Laurent (Jacques Laurent), écrivain français.
- 30 décembre : Louis-René des Forêts, écrivain français.
- 25 août : Carl Barks, dessinateur de bande dessinée étatsunien.